# Yseline Huet
Yseline Huet (6 de marzo de 1999) es una deportista francesa que compite en piragüismo en la modalidad de maratón. Ganó cinco medallas en el Campeonato Europeo de Piragüismo en Maratón entre los años 2021 y 2025.

## Palmarés internacional
| \| Campeonato Europeo \| Campeonato Europeo \| Campeonato Europeo \| Campeonato Europeo \| \| Año \| Lugar \| Medalla \| Competición \| \| ------------------ \| ------------------------ \| ------------------ \| ------------------ \| \| 2021 \| Moscú (Rusia) \| Medalla de plata \| K2 \| \| 2023 \| Slavonski Brod (Croacia) \| Medalla de bronce \| C1 \| \| 2024 \| Poznań (Polonia) \| Medalla de bronce \| C1 (DC) \| \| 2024 \| Poznań (Polonia) \| Medalla de bronce \| C1 \| \| 2025 \| Ponte de Lima (Portugal) \| Medalla de plata \| C1 (DC) \| |                          |                   |             |
| Campeonato Europeo |                          |                   |             |
| Año | Lugar                    | Medalla           | Competición |
| 2021 | Moscú (Rusia)            | Medalla de plata  | K2          |
| 2023 | Slavonski Brod (Croacia) | Medalla de bronce | C1          |
| 2024 | Poznań (Polonia)         | Medalla de bronce | C1 (DC)     |
| 2024 | Poznań (Polonia)         | Medalla de bronce | C1          |
| 2025 | Ponte de Lima (Portugal) | Medalla de plata  | C1 (DC)     |